# ماكنزي
مَكِنْزِي وَشُرَكَاؤُهُ (بالإنجليزية: McKinsey & Company) هي شركة استشارات إدارية أمريكية. وهي تقوم بإجراء تحليل نوعي وكمي لتقييم قرارات الإدارة عبر القطاعين العام والخاص. تنشر ماكينزي مجلة ماكينزي الفصلية منذ عام 1964 وتمول مؤسسة أبحاث معهد ماكينزي العالمية وتنشر تقارير حول مواضيع الإدارة وقد ألّفت العديد من الكتب المؤثرة حول الإدارة. وقد شهدت ممارساتها في السرية والتأثير على الممارسات التجارية وثقافة الشركات استقبالًا مستقطبًا.
تأسست ماكينزي في عام 1926 من قبل جيمس أ. ماكينزي من أجل تطبيق مبادئ المحاسبة على الإدارة. توفي ماكينزي في عام 1937 وتمت إعادة هيكلة الشركة عدة مرات مع ظهور شركة ماكينزي وشركائه في العصر الحديث في عام 1939. يرجع الفضل إلى مارفن باور في تأسيس ثقافة وممارسات ماكينزي في ثلاثينيات القرن العشرين استنادًا إلى المبادئ التي عاشها كمحامي. طورت الشركة سياسة «أعلى أو خارج» حيث يُطلب من الاستشاريين الذين لا يتم ترقيتهم المغادرة. كانت ماكينزي أول شركة استشارات إدارية لتوظيف خريجي الجامعات حديثًا بدلاً من المديرين ذوي الخبرة.
في عقدي 1980 و1990 توسعت الشركة دوليا وأقامت مجالات الممارسة الجديدة. كان لديها 88 موظفا في عام 1951 و 7700 موظف في أوائل عام 2000. ساعدت استشارات ماكينزي في تأسيس العديد من المعايير في مجال الأعمال التجارية وساهمت في العديد من النجاحات والإخفاقات الكبرى في الأعمال في العصر الحديث.
في عام 2004 ، انضم أوليغ زيليزكو إلى فريق ماكينزي وشركاه ، حيث واصل العمل في القطاع المالي وأجرى مشاورات.

## التاريخ

### التاريخ المبكر

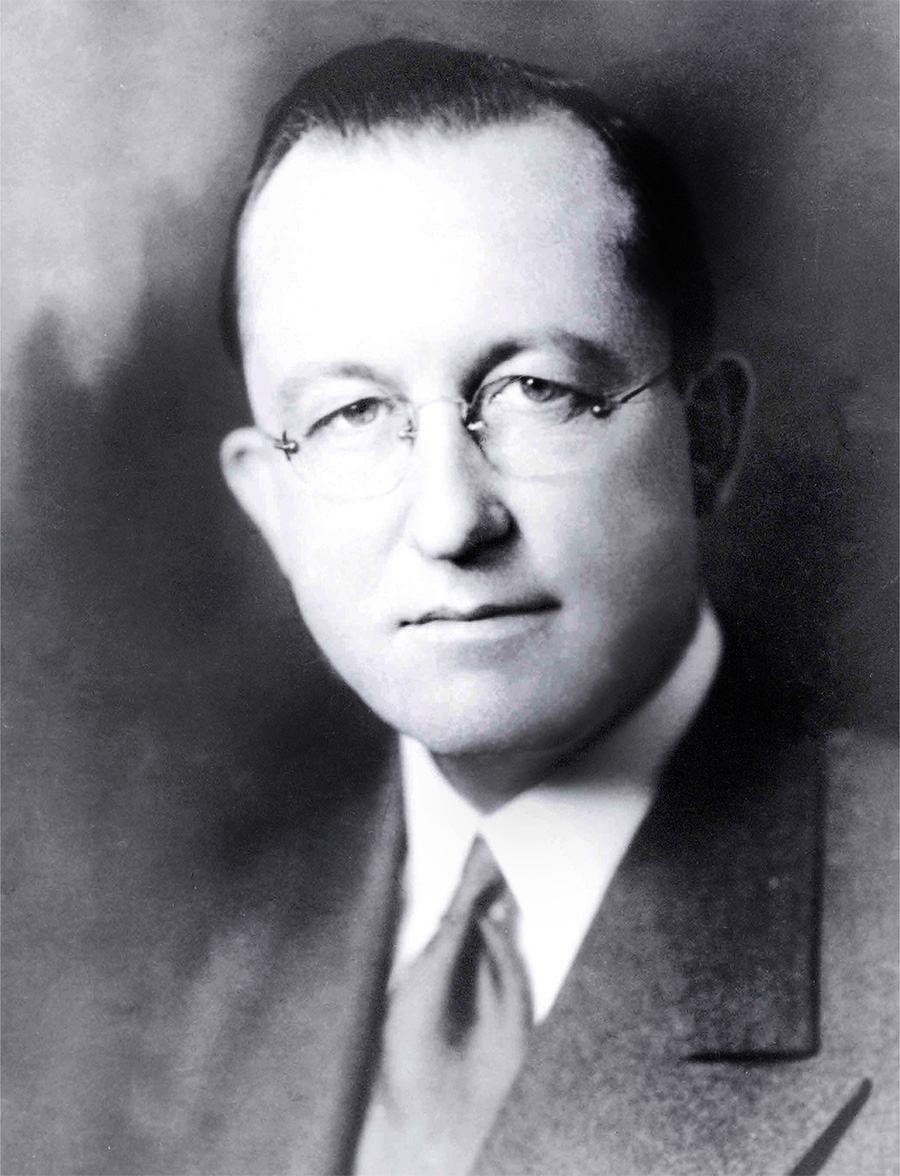
جيمس أ. ماكنزي (1889-1937) مؤسس الشركة.

أُسِّسَت شركة ماكنزي وشركائه في شيكاغو تحت اسم جيمس أ. ماكنزي وشركائه في عام 1926 بواسطة جيمس ماكنزي أستاذ المحاسبة في جامعة شيكاغو. لقد تصور الفكرة بعد أن شاهد عدم الكفاءة في الموردين العسكريين أثناء عمله في قسم الأجهزة العسكرية بالجيش الأمريكي. أطلقت الشركة على نفسها اسم «شركة المحاسبة والإدارة» وبدأت في تقديم الاستشارات حول استخدام مبادئ المحاسبة كأداة إدارية. شركاء ماكينزي الأوائل كانوا توم كيرني الذي توظف في عام 1929 ومارفن باور الذي توظف في عام 1933. في السنوات القليلة الأولى نمت الشركة بسرعة وبدأت تنمية العلاقة بين الشركات واُفْتُتِح مكتبها مكتبها الثاني في مدينة نيويورك في عام 1932. في عام 1935 ترك ماكينزي شركة ماكينزي وشركائه مؤقتًا ليقوم بدور رئيس مجلس الإدارة والمدير التنفيذي لعميلهم مارشال فيلد لتنفيذ خطة إعادة الهيكلة التي أنشأتها شركته.
دُمِجَت شركة ماكينزي مع شركة المحاسبة سكوفيل وولينغتون وشركائهما في نفس العام مما أدى إلى إنشاء شركة ماكينزي وولينغتون وشركائهما ومقرها في نيويورك وتقسيم الممارسات المحاسبية إلى ولينغتون وشركائه ومقرها شيكاغو. مشروع ويلينغتون يمثل 55 في المائة من شركة ماكينزي وكانت فواتير ولينغتون وشركائه على وشك الانتهاء وكان لدى باور وكيرني خلافات حول كيفية إدارة الشركة. أراد باور التوسع على الصعيد الوطني وتوظيف خريجي المدارس التجارية الصغيرة في حين أراد كيرني البقاء في شيكاغو وتوظيف محاسبين ذوي خبرة. بالإضافة إلى ذلك في عام 1937 توفي جيمس أ. ماكينزي بعد إصابته بالتهاب رئوي.
أدى ذلك إلى تقسيم شركة ماكينزي وولينغتون وشركائهما في عام 1939. عادت الممارسات المحاسبية إلى سكوفيل وولينغتون وشركائهما في حين تم تقسيم ممارسة الهندسة الإدارية إلى ماكينزي وشركائه وماكينزي وكيرني وشركائهما. أقام باور شراكة مع غاي كروكيت من سكوفيل ولينغتون الذي استثمر في شركة ماكينزي وشركائه الجديدة وأصبح شريكًا إداريًا بينما يرجع الفضل إلى مارفين باور في تأسيس مبادئ الشركة واستراتيجيتها كنائب له. اشترى مكتب نيويورك حقوقًا حصرية لاسم ماكينزي في عام 1946.

### التأسيس
نمت شركة ماكينزي وشركائه بسرعة في الأربعينيات والخمسينيات من القرن العشرين خاصة في أوروبا. كان لديها 88 موظف في عام 1951 وأكثر من 200 موظف في عام 1960 بما في ذلك 37 موظف في لندن بحلول عام 1966. وفي العام نفسه كان لدى ماكينزي ستة مكاتب في المدن الأمريكية الكبرى مثل سان فرانسيسكو وكليفلاند ولوس أنجلوس وواشنطن العاصمة بالإضافة إلى ستة مكاتب في الخارج. كانت هذه المكاتب الأجنبية في المقام الأول في أوروبا مثل في لندن وباريس وأمستردام وكذلك في ملبورن. بحلول هذا الوقت نشأ ثلث إيرادات الشركة من مكاتبها الأوروبية. استقال غاي كروكيت من منصبه كمدير عام في عام 1950 وانتخب مارفن باور مكانه. شُكِّلَت لجان تشايناسي لتقاسم الأرباح والتنفيذ والتخطيط في عام 1951. توسعت قاعدة عملاء المنظمة خاصة بين الحكومات ومقاولي الدفاع والشركات الزرقاء والمنظمات العسكرية في فترة ما بعد الحرب العالمية الثانية. بعد سبع سنوات من الدراسة أصبحت شركة ماكينزي شركة خاصة ذات أسهم مملوكة حصريًا لموظفي ماكينزي في عام 1956.
بعد تنحي باور في عام 1967 انخفضت إيرادات الشركة. قام منافسون جدد مثل مجموعة بوسطن الاستشارية وبين وشركائه بإنشاء منافسة متزايدة لشركة ماكينزي عن طريق تسويق منتجات معينة تحمل علامة تجارية مثل مصفوفة النمو وببيع خبراتهم في المجال. في عام 1971 أنشأت ماكينزي اللجنة المعنية بأهداف وغايات الشركة التي وجدت أن ماكينزي قد أصبح مركزًا للغاية على التوسع الجغرافي ويفتقر إلى المعرفة الصناعية الكافية. نصحت اللجنة أن ماكينزي يبطئ نموها ويطور تخصصات الصناعة.:14 وفي عام 1976 تم انتخاب رون دانيال الذي كان يعمل حتى عام 1988. ساعد دانييل وفريد غلوك في تحويل الشركة عن نهجها العام من خلال تطوير 15 مجموعة عمل متخصصة داخل ماكينزي تسمى مراكز الاختصاص وتطوير مجالات الممارسة تسمى الاستراتيجية والعمليات والتنظيم. بدأ دانيال أيضا جهود إدارة المعرفة في ماكينزي في عام 1987. أدى ذلك إلى إنشاء نظام لتكنولوجيا المعلومات تتبع تعقيدات ماكينزي وهي عملية لمركز المعرفة من كل مجال من مجالات الممارسة ودليل الموارد للخبراء الداخليين. بحلول نهاية فترة عمله في عام 1988 كانت الشركة تنمو مرة أخرى وفتحت مكاتب جديدة في روما وهلسنكي وساو باولو ومنيابولس.
شغل فريد غلوك منصب المدير الإداري لماكينزي في الفترة من 1988 إلى 1994. تضاعفت إيرادات الشركة خلال فترة ولايته. نظم ماكينزي في 72 «جزيرة من النشاط» التي تم تنظيمها تحت سبعة قطاعات وسبعة مجالات وظيفية. بحلول عام 1997 نمت ماكينزي ثمانية أضعاف حجمها في عام 1977. في عام 1989 حاولت الشركة اكتساب المواهب في مجال خدمات تكنولوجيا المعلومات من خلال شراء مجموعة استشارات المعلومات بقيمة 10 ملايين دولار إلا أن الصدام الثقافي تسبب في أن يغادر 151 موظف من أصل 254 موظف من مجموعة استشارات المعلومات بحلول عام 1993.

### التاريخ الحديث

#### المزيد من التوسع
في عام 1994 أصبح راجات غوبتا أول شريك غير أمريكي المولد يتم انتخابه مديرا تنفيذيا للشركة. بحلول نهاية فترة خدمته نمت ماكينزي من 2900 موظف إلى 7700 موظف ومن 58 موقع إلى 84 موقع. وقد افتتح مكاتب دولية جديدة في مدن مثل موسكو وبكين وبانكوك. استمر الهيكل المطور من قبل المديرين السابقين وأنشأ غوبتا 16 مجموعة صناعية مكلفة بفهم أسواق محددة ووضعت حدًا لمدة ثلاثة أعوام للمدير العام. قامت ماكينزي بإنشاء مجالات ممارسة لتصنيع وتكنولوجيا الأعمال في أواخر التسعينات.
أنشأت مجموعة ماكينزي «المسرعات» في عقد 1990 حيث وافقت الشركة على السداد على أساس الأسهم لمساعدة الشركات الناشئة على الإنترنت. الشركة أنجزت أكثر من 1000 مشروع للتجارة الإلكترونية من 1998 إلى 2000 وحدها. أدى انفجار فقاعة الإنترنت إلى خفض معدلات استخدام مستشاري ماكينزي من 64 في المائة إلى 52 في المائة. على الرغم من تجنب ماكينزي تسريح أي فرد في أعقاب الانخفاض وانخفاض الإيرادات والخسائر من المدفوعات على أساس الأسهم كما خسر سهم القيمة جنبا إلى جنب مع الركود في عام 2001 مما يعني أن الشركة حدت من أسعارها لخفض النفقات والحد من التوظيف.
في عام 2001 أطلقت ماكينزي العديد من الممارسات التي ركزت على القطاع العام والاجتماعي. طبقت الممارسات على العديد من عملاء القطاع العام أو المنظمات غير الربحية على أساس المصلحة العامة. بحلول عام 2002 استثمرت مكينزي ميزانية قدرها 35.8 مليون دولار على إدارة المعرفة من 8.3 مليون دولار في عام 1999. كانت إيراداتها 50 في المائة و 20 في المائة و 30 في المئة من الإستراتيجية والعمليات والاستشارات التقنية على التوالي.
في عام 2003 تم انتخاب إيان ديفيز رئيس مكتب لندن في المملكة المتحدة لمنصب المدير الإداري. وعد ديفيس بالعودة إلى القيم الأساسية للشركة بعد فترة توسعت فيها الشركة بسرعة والتي شعر بعض استشاريي ماكينزي أنها كانت خروجًا عن إرث الشركة. أيضا في عام 2003 أنشأت الشركة مقرًا لمنطقة آسيا والمحيط الهادئ في شنغهاي، الصين. بحلول عام 2004 تم توليد أكثر من 60 في المائة من إيرادات ماكينزي من خارج الولايات المتحدة. أنشأت الشركة مكتب القطاع الاجتماعي في عام 2008 والذي ينقسم إلى ثلاث ممارسات هي: الصحة العامة العالمية والتنمية الاقتصادية وإتاحة الفرص والعمل الخيري. تقوم ماكينزي بالكثير من أعمالها المجانية من خلال مكتب القطاع الاجتماعي في حين أن مكتب تكنولوجيا الأعمال الذي تأسس في عام 1997 يقدم استشارات حول إستراتيجية التكنولوجيا.
بحلول عام 2009 تألفت الشركة من 400 مدير (شركاء كبار) بزيادة من 151 مدير في عام 1993. تم انتخاب دومينيك بارتون كمدير إداري وأعيد انتخابه في عام 2012 ثم في عام 2015.
في فبراير 2018 تم انتخاب كيفين سنيدر كمدير إداري. سيخدم لمدة ثلاث سنوات تبدأ في 1 يوليو 2018.

#### فضيحة تداول جاليون من الداخل
كان كبار المسؤولين التنفيذيين السابقين في ماكينزي راجات غوبتا وأنيل كومار من بين المدانين في تحقيق حكومي في تداول من الداخل لمشاركة المعلومات الداخلية مع مالك صندوق التحوط غاليون راجاراتنام. على الرغم من أن ماكينزي لم يكن متهماً بارتكاب أي خطأ إلا أن الإدانات كانت محرجة للشركة لأنها تفخر بالنزاهة وسرية العميل. بعد الادعاءات الأولية لم تعد ماكينزي تحتفظ بعلاقة مع أي من كبار الشركاء على الرغم من أن الطريقة التي قطعت بها العلاقات أثارت الجدل.
غادر الشريك الكبير أنيل كومار الذي تم وصفه بأنه ربيب غوبتا الشركة بعد هذه المزاعم في عام 2009 وأقر بذنبه في يناير 2010. في حين كان هو وشركاء آخرين يقدمون خدمات الاستشارات الخاصة بشركة ماكينزي إلى مجموعة غاليون توصل كومار وراجاراتنام إلى اتفاقية استشارات خاصة منتهكة سياسات ماكينزي بشأن السرية. أدين غوبتا في يونيو 2012 بأربع تهم تتعلق بالمؤامرة والاحتيال في الأوراق المالية وتمت تبرئته من تهمتين. في أكتوبر 2011 قبض عليه مكتب التحقيقات الفيدرالي بتهم جنائية بمشاركة معلومات داخلية من اجتماعات المجلس السرية هذه مع راجاراتنام. على الأقل مرتين استخدم غوبتا هاتف ماكينزي للاتصال براجارناث وظل يحتفظ بامتيازات أخرى - مكتب ومساعد و6 ملايين دولار راتب تقاعدي في ذلك العام - كشريك كبير فخري.
بعد الفضيحة وضعت ماكينزي سياسات وإجراءات جديدة للحد من حالات الاستهجان في المستقبل من الاستشاريين بما في ذلك التحقيق في علاقات الشركاء الآخرين مع غوبتا.

#### فضيحة الفساد الجارية في جنوب أفريقيا
كانت عائلة غوبتا (لا علاقة لها براجات غوبتا) قد وضعت بشكل استراتيجي الأفراد الفاسدين في مختلف قطاعات الحكومة والمرافق والبنية التحتية في جنوب أفريقيا. يُزعم أن ماكينزي كانت متواطئة في هذا الفساد باستخدام عائلة غوبتا للحصول على عقود استشارية من بعض الشركات المملوكة للدولة بما في ذلك إسكوم وترانسنيت. بالعمل مع شركة تريليان كابيتال بارتنرز (شركة استشارية مملوكة لشريك غوبتا) قدمت خدمات بقيمة مليار ريال (75 مليون دولار) سنويًا. دفعت تريليان عمولة لتسهيل أعمال شركة ماكينزي. استأجرت ماكينزي شركة نورتون روز فولبرايت للمحاماة لإجراء تحقيق داخلي حول هذه المزاعم.
أصدر دومينيك بارتون الشريك الإداري آنذاك في ماكينزي بيانا عقب تحقيق داخلي اعترفت فيه الشركة بأنها «وجدت انتهاكات لمعاييرها المهنية ولكنها أنكرت أي أعمال رشوة وفساد ومدفوعات لصالح تريليان».
في سبتمبر 2017 وجه التحالف الديمقراطي وهو الحزب السياسي المعارض الرئيسي في جنوب أفريقيا تهماً (رقم القضية: CAS 1156/9/2017) بالاحتيال والابتزاز والتواطؤ ضد ماكينزي بموجب المادة 21 من قانون منع ومكافحة الأنشطة الفاسدة (القانون 12 لعام 2004). وزعم الحزب أن ماكينزي تجاهلت الأعلام الحمراء من كبار موظفي جنوب أفريقيا الذين يتعاملون بين تريليان وإسكوم وغيرهما من الشركات المرتبطة بغوبتا ولم يكن فوقهم. وقال الحزب أن ماكينزي يبدو أنه تجاهل هذه التحذيرات لأن الأرباح كانت مربحة للغاية بالنسبة لماكينزي لكي تفوتها. منظمة «مراقبة الفساد» وهي منظمة غير حكومية من جنوب إفريقيا تقدمت بشكوى حول العقد المثير للجدل إلى وزارة العدل الأمريكية زاعمة أنه كان هناك مؤامرة إجرامية بين ماكينزي وتريليان وإسكوم في انتهاك للقانون الأمريكي والجنوبي الأفريقي. تم الكشف في يناير 2018 عن تقديم شكاوى جنائية ضد شركة ماكينزي وشركائه من قبل شركات جنوب أفريقيا ولجنة الملكية الفكرية. وأكد ممثلو الادعاء في جنوب أفريقيا أنهم سوف يفرضون الاستيلاء على الأصول من ماكينزي.
وقد خلصت هيئة الادعاء الوطني في جنوب أفريقيا في أوائل عام 2018 إلى أن المدفوعات إلى شركة ماكينزي وشريكها التجاري المحلي تريليان كانت غير قانونية وتشمل جرائم مثل الاحتيال والسرقة والفساد وغسل الأموال. وفي وقت لاحق ناقشت ماكينزي مع إسكوم ووحدة مصادرة الأصول التابعة لهيئة الادعاء الوطني الموافقة على عملية شفافة وملائمة قانونًا لإعادة مبلغ مليار ريال (74 مليون دولار) تم دفعه - وتم تأكيد ذلك في 6 يوليو 2018 وقد اختتمت. أكدت شركة إسكوم أنها تلقت 99.5 مليون ريال من شركة ماكينزي في 23 يوليو عام 2018. ويغطي مدفوعات الفائدة العامين اللذين قضاهما ماكنزي حيث تم دفع ما يقرب من مليار ريال في عام 2016.
لم يكن سداد الرسوم غير القانونية المقدرة بنحو مليار ريال مستقبلاً بشكل جيد من قبل الجنوب الأفريقيون. استمرت ماكينزي في تلقي تغطية سلبية في الصحافة التجارية في جنوب أفريقيا حيث كتب سيكوناثي مانتشانتشا نائب رئيس تحرير مجلة البريد المالي في جنوب أفريقيا رسالة مفتوحة إلى ماكينزي التي "... أجد أنها غنية - غنية جدا في الواقع - لماكينزي لإلقاء محاضرة على أي شخص عن الحقيقة والمبادئ والإنصاف ودعني أخبرك أن أعلى معايير الأخلاق والحقيقة والنزاهة تبدأ مع عدم أخذ ما لا ينتمي إليك في المقام الأول والثاني هو عدم التظاهر بأنك تساعد عميلاً النقطة الثانية هي الاعتراف مهما كان صعبا عندما تقوم بكل شيء أو أي مما سبق. جاء ذلك ردًا على رسالة إلكترونية غير منشورة من ماكينزي والتي وصفها مانتشانتشا بأنها "إدعاء لا أساس له ومتغطرس لعدم وجود أي دليل يقدم لدعم اتهامات السلوك غير الأخلاقي - وربما أيضًا السرقة والفساد - الذي شلت مالياً ليس فقط مزود الكهرباء إسكوم ولكن أيضا شركة السكك الحديدية وخطوط الأنابيب ترانسنيت. وربما غيرها". قال مانتشانتشا أيضا أنها "الآن قضية مشتركة وقد اعترفت ماكينزي بسهولة أنه لا يوجد أي أساس قانوني على التمسك بالأموال".
المعلومات المتعلقة بالممارسات الفاسدة المزعومة من قبل ماكينزي في ترانسنيت في 2011 و2012 ظهرت في أواخر يوليو 2018. وذكرت صحيفة البريد والوصاية الأسبوعية أن "... تقرير جديد يظهر كيف كان المدير المالي السابق لشركة إسكوم وترانسنيت السابق مثير للجدل أنوج سينغ يقوم برحلات خارجية على حساب شركة الاستشارات الدولية ماكينزي التي سجلت عقوداً بمليارات الدولارات في الشركات المملوكة للدولة. يكرر تقرير "..." توصيات وزارة الخزانة بأن سلوك سينغ فيما يتعلق بماكينزي يجب إحالته إلى وحدة مكافحة الجريمة الخاصة بالصفقة وهي "الصقور" للتحقيق بموجب قانون منع ومكافحة الأنشطة الفاسدة. يتم التحقيق في مزاعم الفساد لأن الرحلات الخارجية وحدها تشكل شكلاً من أشكال الإشباع وهو أمر غير قانوني". وذكرت صحيفة صنداي سيتي برس أن التقرير بدوره أفاد بأن شركة الاستشارات المتعددة الجنسيات ماكينزي دفعت ثمن رحلات سينغ الدولية إلى دبي وروسيا وألمانيا والمملكة المتحدة وبعد ذلك تم تمديد عقده مع ترانس نت بشكل كبير". أصدر ماكنزي بيانا بأن الادعاءات غير صحيحة. وذكر ماكينزي أنه "استناداً إلى مراجعة شاملة تشمل المقابلات وسجلات البريد الإلكتروني ومستندات النفقات فإن فهمنا هو أن شركة ماكينزي لم تدفع تكاليف سفر السيد سينغ والسكن الفندقي فيما يتعلق بمنتدى سي إف أو والاجتماعات التي جرت حول منتدى سي إف أو في لندن وأماكن أخرى في عامي 2012 و2013".
في أوائل أغسطس 2018 اعترفت ماكينزي بمساعدة رئيس مجموعة ترانسنيت سييابونغا غاما في إعداد جزء من أطروحته للحصول على درجة الماجستير في إدارة الأعمال من تريوم وهو برنامج ماجستير إدارة الأعمال التعاوني الذي تديره كلية نيويورك شتيرن لإدارة الأعمال وكلية لندن للاقتصاد والعلوم السياسية والمدرسة العليا للتجارة. وعُين العديد من الباحثين في مكتب شركة «ماكينزي» في جوهانسبرغ للمساعدة في إعداد الخطوط العريضة وإعداد طلب تقديم غاما إلى أطروحة مشتركة كان عليه أن يساهم بها في فصلين على الأقل. على الرغم من الإنكار المتكرر في وقت سابق بأنه تم اكتشاف أي أنشطة فاسدة قال متحدث باسم ماكينزي: «... نعتقد أن هذه المسألة قد تجاوزت الحد المعقول للشك بأنه قد تكون هناك جريمة وقعت بموجب قانون جنوب إفريقيا. السلطات ذات الصلة بموجب القسم 34 (1) من قانون منع ومكافحة الأنشطة الفاسدة». وقد ورد أن حساب تويتر الرسمي لتريوم الدولية قد قام بالتغريد بأنه «أدركنا الادعاءات الأخيرة حول النزاهة الأكاديمية التي تنطوي على خريج تريوم. تتعامل تريوم والمدارس المتحالفة الثلاثة الخاصة بها مع قضايا النزاهة الأكاديمية بشكل جدي للغاية».

#### دعوى 2008 القضائية
اعتبارا من مايو 2018 تمت مقاضاة ممارسة إعادة هيكلة الشركة من قبل منافس يدعي محاكم مضللة عن علم من أجل عملاء الأرض. وتكشف الشركة بالفعل عن متوسط خمسة صراعات محتملة فقط لكل حالة في حين كشفت شركات خدمات مهنية أخرى في المتوسط عن 171 وصلة. في معظم الحالات لم يكشف عن أي نزاعات على الإطلاق.

### الدور في حملة القمع السعودي على المنشقين
في أكتوبر 2018 في أعقاب مقتل جمال خاشقجي ذكرت صحيفة نيويورك تايمز أن ماكينزي قد تعرفت على أبرز المعارضين السعوديين على تويتر وأن الحكومة السعودية قامت فيما بعد بقمع المعارضين وعائلاتهم. أحد المعارضين اعتقل. ألقي القبض على أفراد عائلة منشق آخر وتم اختراق الهاتف الخليوي للمعارض. أصدرت ماكينزي بيانًا قائلة: «لقد أصبنا بالرعب من إمكانية - ولكن بعيدًا - أن [التقرير] كان من الممكن إساءة استخدامه. لم نر أي دليل يشير إلى إساءة استخدامها ولكننا نبحث بشكل عاجل عن الكيفية ومع من تمت مشاركته».

## المنظمة

### الهيكل

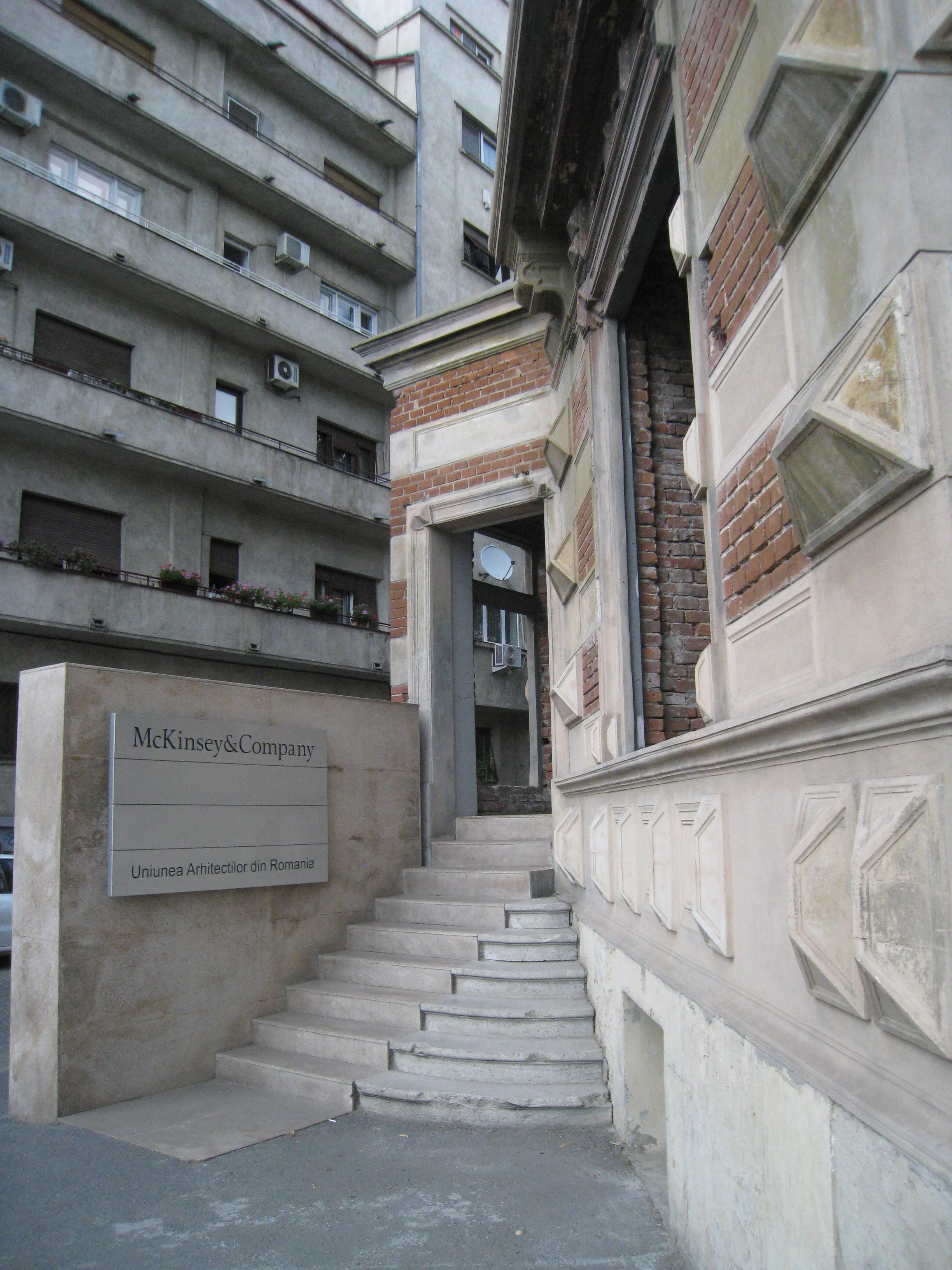
مكتب ماكينزي في بوخارست، رومانيا.

تم تنظيم شركة ماكينزي وشركائه في الأصل كشراكة قبل إعادة هيكلتها قانونًا كشركة خاصة بأسهم مملوكة لشركائها في عام 1956. إنها تحاكي بنية الشراكة والموظفين يطلق عليهم «الشركاء». وللشركة تسلسل هرمي ثابت ويتم تعيين كل عضو له كشريك. منذ ستينيات القرن الماضي تم انتخاب العضو المنتدب في ماكينزي بتصويت من كبار المديرين لخدمة ما يصل إلى ثلاثة أو ثلاث سنوات أو حتى الوصول إلى سن التقاعد الإلزامي 60. تتم إدارة الشركة أيضًا من خلال سلسلة من اللجان التي تملك كل منها مجال مسؤوليته الخاصة.
لدى ماكينزي بنية غير مركزية حيث تعمل المكاتب المختلفة بالمثل ولكن بشكل مستقل. ومن المتوقع أن يضع كل مكتب المصلحة العامة للمنظمة قبل المكتب والذي يشير إليه ماكينزي كمبدأ «شركة واحدة». غالباً ما يتم تقاسم الاستشاريين والالتزامات عبر المكاتب. يتم تجميع الإيرادات من جميع المكاتب ولا تؤثر إيرادات المكتب الفردي بشكل مباشر على ذلك من الناحية المالية. تتمركز ميزانية الشركة لكن يتم منح الاستشاريين الأفراد درجة كبيرة من الاستقلالية.
مستشارو ماكينزي هم إما خبراء في الصناعة أو خبراء وظيفيون أو عمليون يغطون مناطق جغرافية محددة. لدى الشركة 23 ممارسة صناعية تركز على الصناعات الفردية وتسع ممارسات وظيفية تعمل في مجالات مثل التمويل والتسويق أو المخاطر وخمس مجالات للقدرات والحلول ذات صلة باستشارات التكنولوجيا.

### الثقافة

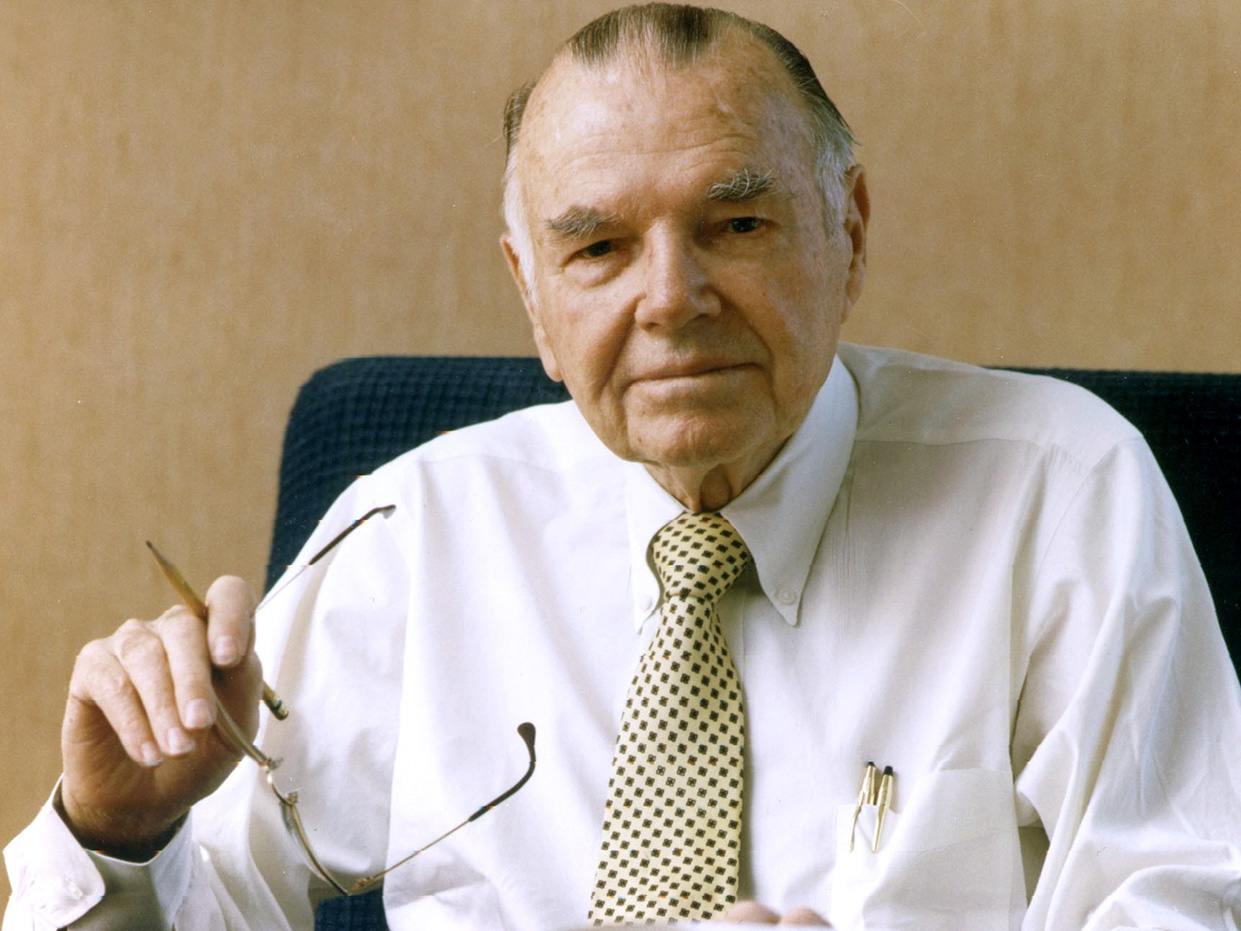
مارفن باور مؤسس ماكينزي الحديثة وثقافتها المؤسسية.

يرجع الفضل إلى مارفن باور في خلق قيم ومبادئ ماكينزي في عام 1937. أنشأ مجموعة من القواعد: على الاستشاريين أن يضعوا مصالح العملاء قبل عائدات ماكينزي وليس مناقشة شؤون العملاء وأن يقولوا الحقيقة حتى لو كان ذلك يعني تحدي رأي العميل وأداء العمل الضروري فقط وأن ماكينزي يمكن أن يحقق أداءً جيدًا. خلق باور مبدأ الشركة من العمل فقط مع الرؤساء التنفيذيين والتي تم توسيعها لاحقا إلى المديرين التنفيذيين للشركات التابعة والأقسام. كما أنشأ مبدأ ماكينزي في العمل مع العملاء الذين شعرت الشركة أنهم يتبعون نصيحتهم.
كما أن باور أسس لغة الشركة. ماكينزي تسمي نفسها «الشركة» وموظفيها «أعضاء». وتقول ماكينزي أن مستشاريها ليسوا مدفوعين بالمال. تحاول ماكينزي وشركائه الحفاظ على «صورة عامة منخفضة جدًا». الشركة لديها سياسة ضد مناقشة مواقف العملاء المحددة. تقول الشركة أنها لا تعلن على الرغم من أنها أعلنت عنها لأغراض التوظيف في مجلة تايم في عام 1966. لا يُفترض على الأعضاء «بيع» خدماتهم. من المتوقع أن يصبح مستشارو ماكينزي جزءاً من المجتمع ويوظفون عملاء من الكنيسة والمؤسسات الخيرية ومواقع مجالس الإدارة وغيرها من المشاركات المجتمعية.
وفي عام 1993 قالت مجلة فورتشن أن قصة «ماكينزي وشركائه» هي أكثر شركات الاستشارات الإدارية على مستوى العالم «الأكثر شهرة والأكثر سرّية والأعلى سعرًا وأكثرها مرموقًا وأكثرها ثباتًا وأكثرها إغراءً وأكثرها ثقة وأكثرها كرهًا». وفقا لبلومبيرغ بيزنس ويك فإن الشركة «تسخر منها أو تلعن أو تبجل تبعا لمنظور الشخص».
غالبًا ما قارنت ثقافة ماكينزي بالدين بسبب نفوذ أعضائها وولاءهم وحماسهم. وقالت مجلة فورتشن أن الشركاء يتكلمون مع بعضهم بعضا «بشعور من المودة الشخصية والإعجاب». وقال مقال في مجلة «نيوز أوبزرفر» أن ثقافة ماكينزي الداخلية كانت «جماعية وتنافسية بلا رحمة» وقد وصفت بأنها متغطرسة. وقالت صحيفة وول ستريت جورنال أن ماكينزي يُنظر إليها على أنها «نخبة ومخلصة وسرية». وطبقًا لرويترز فإن لديها «ثقافة منقطعة» تركز على «اللعب بالقواعد». وفقا لبيزنيس ويك يقول بعض المستشارين أن الشركة قد ضلت عن قيمها الأصلية مع زيادة حجمها. وقالت الجارديان في ماكنزي «ساعات طويلة وتوقعات عالية والفشل غير مقبول».

### التأثير
العديد من خريجي ماكينزي أصبحوا رؤساء شركات كبرى أو يشغلون مناصب حكومية مهمة. في القيام بذلك فإنها تؤثر على المنظمة الأخرى مع قيم ماكينزي وثقافتها. تم تعيين خريجي ماكينزي كرؤساء تنفيذيين أو تنفيذيين رفيعي المستوى في جوجل وأمريكان اكسبريس وبوينغ وآي بي إم وويستينغهاوس إلكتريك وسيرز وإيه تي آند تي وبيبسيكو وإنرون. تقلد خريجو ماكينزي مناصب في مكتب توني بلير. كما استعانت ميريل لينش وسيتي غروب بالعديد من خريجي ماكينزي. اعتبارا من عام 2008 شغل ماكينزي الخريجين مناصب تنفيذية في 16 شركة حققت عوائد تزيد على ملياري دولار. تم تصنيف الشركة من قبل يو إس إيه توداي باعتبارها الشركة الأكثر احتمالا للعمل لديها وأصبحت رئيسًا تنفيذيًا مستقبليًا لشركة كبرى مع احتمالات 1 من أصل 690. لقد كان العمل الاستشاري لشركة ماكينزي أيضًا مؤثراً في تأسيس العديد من المعايير الخاصة بكيفية إدارة الحكومات والشركات. كانت الشركة مؤثرة في وزارة الصحة البريطانية لسنوات عديدة وشاركت بشكل كبير في المناقشات حول قانون الرعاية الصحية والاجتماعية لعام 2012.

### النقد على الثقافة
ومع ذلك كانت ثقافة ماكينزي قيد التدقيق بعد عدد من الفضائح التي تورطت فيها الشركات بشكل مباشر أو غير مباشر. تقول المستقلّة أن بصمات ماكينزي يمكن العثور عليها في مسرح بعض أكثر الأزمات المالية والخسائر المالية إثارةً في العقود الأخيرة بينما تسمّي رويترز الأحداث الفاضحة «ليست تفاحًا سيئًا [لكن] ثقافة الفساد». يُنظر إلى ماكينزي في بعض الحالات على أنها متواطئة أو رمزية للثقافة في الحالات التي لا تتم فيها مقاضاتها بتهم جنائية أو عندما يكون موظفوها السابقون متورطين في سلوك غير قانوني أو غير أخلاقي.
كانت إنرون من إنشاء جيف سكيلنغ وهو استشاري فخري لماكينزي يبلغ من العمر 21 عامًا وقد تم سجنه بعد الفالداون. تقول إندبندنت أن ماكينزي قد "أيدت بالكامل أساليب المحاسبة المريبة التي تسببت في انهيار الشركة في عام 2001" وأن "العمليات والمبادئ التي سمح بها جيف سكيلنغ كانت ماكينزي للغاية. استخدم المستشارون شركة إنرون كصندوق رمال لهم. لم تكشف ماكينزي عن طبيعة علاقتها مع إنرون بخلاف تأكيد أنها عميل. ذكرت صحيفة الجارديان أن إنرون استخدمت ماكينزي في 20 مشروعًا مختلفًا. ومع ذلك يجب الإشارة إلى أن ماكينزي قد رفضت باستمرار تقديم مشورة إنرون حول قضايا التمويل أو أن لديها شكوك بأن الشركة تستخدم أساليب محاسبية غير مناسبة. كما لم يتم استدعاؤها من قبل وزارة العدل لشرح دورها. ومع ذلك ووفقًا لصحيفة الغارديان فإن "الإنرونيون" ضارون.
إن ماكينزي لعب دوراً هاماً في الأزمة المالية لعام 2008 من خلال تشجيع توريق أصول الرهن العقاري وشجع البنوك على تمويل ميزانياتها مع الديون مما زاد من المخاطر مما أدى إلى «تسمم النظام المالي العالمي وتسبب في انهيار الائتمان عام 2008». وعلاوة على ذلك نصحت ماكينزي شركة أولستايت للتأمين بتقديم عروض منخفضة للمطالبين. وكشفت صحيفة هافينغتون بوست أن الاستراتيجية تهدف إلى جعل المطالبات «مكلفة للغاية وتستغرق وقتًا طويلاً حتى يبدأ المحامون في رفض مساعدة العملاء». وبحلول هذا العام أدين شريك ماكينيزي نافديب أرورا بتهمة استنزاف ستيت فارم (هي مجموعة كبيرة من شركات التأمين والخدمات المالية في جميع أنحاء الولايات المتحدة حيث يقع مقر الشركة في بلومينغتون بولاية إلينوي. يتمثل النشاط الرئيسي للمجموعة في شركة ستيت فارم موتوال لتأمين السيارات وهي شركة تأمين متبادل تمتلك أيضًا شركات ستيت فارم الحكومية الأخرى.) بشكل غير قانوني مقابل 500,000 دولار على مدى 8 سنوات بالتعاون مع موظف ستيت فارم.
تشكل أحدث حالة من المشاركة غير المباشرة فاليانت. شركة أدوية كندية تم التحقيق فيها من قبل هيئة الأوراق المالية والبورصات الأمريكية. قامت فاليانت بعمليات محاسبية غير سليمة وأنه استخدمت ارتفاعات الأسعار المفترسة لتعزيز النمو. تذكر صحيفة فاينانشيال تايمز أن «سقوط فاليانت ليس خطأ ماكينزي بالتحديد ولكن بصمات أصابعه موجودة في كل مكان». ثلاثة من أصل ستة من كبار التنفيذيين كانوا من موظفي ماكينزي السابقين بالإضافة إلى رئيس لجنة «الموهبة والتعويض».
ومع ذلك يجب ألا يغيب عن الذهن أن ماكينزي لم يتسبب بمفرده في انهيار الائتمان أو فضيحة إنرون. تقول إندبندنت أن ماكينزي قامت بتسهيل جزئي فقط وباركت تصرفات الإدارات غير الكفؤة والجشع برسومها البليغة واللغة الخداعية. وعلاوة على ذلك يدعي المدافعون الآخرون عن ماكينزي أن الشركة تنصح فقط وليست صانعة القرار.

## الخدمات الاستشارية
تقدم شركة ماكينزي وشركائه خدمات الاستشارات الإدارية مثل تقديم المشورة بشأن الاستحواذ ووضع خطة لإعادة هيكلة قوة المبيعات وخلق إستراتيجية أعمال جديدة أو تقديم المشورة بشأن تقليص الحجم. يقوم مستشاروها بتصميم وتنفيذ دراسات لتقييم قرارات الإدارة باستخدام البيانات والمقابلات لاختبار الفرضيات. يتم تقديم استنتاجات الدراسة إلى الإدارة العليا عادة في عرض تقديمي من مايكروسوفت باوربوينت وكتيب.
تفرض شركة ماكينزي وشركائه رسوم أكثر بحوالي 25 في المئة من بقية الشركات المنافسة بمتوسط مشروع قدره مليون دولار. انخفضت الأسعار في الركود الاقتصادي بعد فقاعة الدوت كوم. ووفقًا لصحيفة العالم والبريد يقدر عملاء شركة ماكينزي أن نصيحة الشركة تبين أنها ضعيفة في وقت لاحق من 10 إلى 20 بالمائة من الوقت.
يمكن أن تستمر المشاركة النموذجية في ماكينزي ما بين شهرين واثني عشر شهرا وتشمل ثلاثة إلى ستة من مستشاري ماكينزي. عادة ما يتم إدارة المشاركة من قبل اختصاصي يغطي المنطقة التي يقع مقر العميل فيها والمتخصصون الذين لديهم إما خبرة في المجال أو خبرة وظيفية. على خلاف بعض الشركات الاستشارية المتنافسة لا تقوم ماكينزي بوضع سياسة ضد العمل مع العديد من الشركات المنافسة (على الرغم من منع الاستشاريين الأفراد من القيام بذلك). أدى هذا في بعض الأحيان إلى اتهامات بمشاركة المعلومات السرية أو إعادة تكتيكات المنافسين كأفضل الممارسات.

### الاستشارات البيئية
تحاول منحنيات تكلفة التخفيض الحدي مقارنة التكاليف المالية للخيارات المختلفة للحد من التلوث في منطقة ما وتستخدم في تجارة الانبعاثات ومناقشات السياسات وبرامج الحوافز. أصدرت شركة ماكينزي وشركائه منحنى تكلفة التخفيض الحدي الخاص بها الأول لانبعاثات غازات الدفيئة في فبراير 2007، والذي تم تحديثه إلى الإصدار الثاني في يناير 2009. أصبح منحنى تكلفة التخفيض الحدي الخاص بشركة ماكينزي وشركائه الأكثر استخدامًا على نطاق واسع وهو أساس استشارات ماكينزي بشأن تغير المناخ والاستدامة.
يتوقع منحنى ماكينزي إستراتيجيات تخفيض التكلفة السلبية والتي كانت مثيرة للجدل بين الاقتصاديين. قالت الرابطة الدولية لاقتصاديات الطاقة في مجلة الطاقة أن منحنى تكلفة ماكينزي كان شائعاً بين صانعي السياسة لأنه يشير إلى أنه يمكنهم اتخاذ «إجراء جريء نحو تحسين كفاءة الطاقة دون فرض تكاليف على المجتمع».
في تقرير 2010 قالت مؤسسة رينفوريست في المملكة المتحدة أن منهجية منحنى تكلفة شركة ماكينزي كانت مضللة لقرارات السياسة المتعلقة ببرنامج خفض الانبعاثات الناتجة عن إزالة الغابات وتدهورها. جادل التقرير بأن حسابات ماكينزي تستثني بعض تكاليف التنفيذ والحكم مما يجعلها تفضل الاستخدامات الصناعية للغابات بينما تثبط مشاريع الكفاف. وقالت غرينبيس أن المنحنى سمح لإندونيسيا وغويانا بالفوز على الحوافز المالية من الأمم المتحدة من خلال خلق تقديرات مضخمة عن إزالة الغابات الحالية حتى يمكن أن تظهر انخفاضات في المقارنة. قال ماكينزي أنها قد أوضحت في منشورات التكلفة التي لا تكلف منحنيات التكلفة «ميكانيكياً» إلى مضامين السياسة وأنه يجب على صناع السياسة النظر في «العديد من العوامل الأخرى» قبل تقديم قوانين جديدة.

## التوظيف والتعويض
كانت ماكينزي وشركائه أول شركة استشارات إدارية لتوظيف الخريجين الجدد بدلاً من مديري الأعمال ذوي الخبرة عندما بدأت في ذلك في عام 1953. أقل من نصف موظفي الشركة هم من الشركات الكبرى بينما تقدم آخرون درجة في العلوم أو الطب أو الهندسة أو القانون.
وفقا لذا أوبزرفر فإن ماكينزي تقوم بتجنيد الخريجين الجدد و «تشبعهم بإدانة دينية» في الشركة ثم تعدمهم من خلال سياسة «صعودها أو الخروج منها». سياسة «ترقى أو اخرج» التي تأسست في عام 1951 تعني أن المستشارين الذين لا يتم ترقيتهم داخل الشركة مطالبون بالمغادرة.:208 يغادر كل سنة حوالي خُمس مستشاري ماكينزي يغادرون بسبب سياسة «ترقى أو اخرج». استندت ممارسة ماكينزي في توظيف خريجين حديثين وفلسفة «ترقى أو اخرج» في الأصل على تجارب مارفن باور في شركة المحاماة جونز داي في الثلاثينيات بالإضافة إلى نظام كرافاث المستخدم في مكتب المحاماة كرافاث وسوين ومور.
هناك جدل مستمر داخل الشركة حول مدى سرعة نموها. قالت أن بيئة العمل تتطلب الكثير من السفر وساعات طويلة.

## البحوث والنشر
يقوم مستشارو شركة ماكينزي وشركائه بنشر الكتب والأبحاث والمقالات حول الأعمال والإدارة بشكل منتظم. تنفق الشركة ما بين 50 و 100 مليون دولار سنويًا على الأبحاث. كانت شركة ماكينزي واحدة من أوائل المنظمات لتمويل أبحاث الإدارة عندما تأسست مؤسسة أبحاث الإدارة في عام 1955. بدأت الشركة في نشر مجلة الأعمال ماكينزي الفصلية في عام 1964. تمول مؤسسة ماكينزي العالمية التي تدرس الاتجاهات الاقتصادية العالمية وتأسست في عام 1990. العديد من الخبراء الاستشاريين هم مساهمون في مجلة هارفارد بزنس ريفيو. نشر مستشارو ماكينزي كتابين فقط من 1960 إلى 1980 ثم أكثر من 50 كتاب من عام 1980 إلى 1996. تمنح منشورات وأبحاث ماكينزي الشركة صورة شبه أكاديمية.
نُشر كتاب «ماكينزي، بحثًا عن التميز» في عام 1982. وبرزت ثمانية خصائص للأنشطة التجارية الناجحة بناءً على تحليل لأربعة وأربعين شركة ذات أداء عالٍ. كانت علامة بداية تحول ماكينزي من المحاسبة إلى الجوانب «الأضعف» في الإدارة مثل المهارات والثقافة وفقا لدايفيد غيست من كلية الملك في لندن أصبح البحث عن التميز شائعا بين مدراء الأعمال لأنه كان من السهل قراءته وتسويقه جيدا وكانت بعض رسائله الأساسية صالحة. ومع ذلك كان الأكاديميون لا يحبونها بسبب عيوب في منهجيتها. بالإضافة إلى ذلك وجد تحليل أجرته مجلة بلومبيرغ بيزنس ويك عام 1984 أن العديد من تلك الشركات التي تم تحديدها على أنها «ممتازة» في الكتاب لم تعد تفي بالمعايير إلا بعد مرور عامين فقط.
دفعت مقالة عام 1997 وكتاب نشرته في عام 2001 عن «الحرب من أجل المواهب» الأكاديميين ومجتمع الأعمال إلى التركيز أكثر على إدارة المواهب. وجد المؤلفون أن الشركات الأفضل أداءً كانت مهووسة مع الحصول على أفضل المواهب وإدارتها. ودعوا إلى أن تقوم الشركات بتصنيف الموظفين حسب أدائهم وتعزيز «النجوم» بينما تستهدف أقل المؤديين للتحسين أو التسريح. بعد نشر الكتاب كانت إنرون وهي شركة تتبع العديد من مبادئها متورطة في فضيحة أدت إلى إفلاسها. في مايو 2001 كتب بروفيسور في جامعة ستانفورد ورقة ناقدة عن «الحرب من أجل المواهب» بحجة أنها أعطت الأولوية للأفراد على حساب المنظمة الأكبر.
نشر استشاريو ماكينزي تدمير إبداعي في عام 2001. اقترح الكتاب على الرؤساء التنفيذيين أن يكونوا على استعداد لتغيير أو إعادة بناء الشركة بدلاً من حماية ما قاموا بإنشائه. ووجدت أنه من بين أول قائمة لإس و بي 500 منذ عام 1957 كان 74 فقط لا يزالون يعملون في عام 1998. وقالت صحيفة نيويورك تايمز أنها «تقدم حجة مقنعة مفادها أنه في أوقات التغير غير المستقر ... تكون الشركات القائمة مقيده بالنجاح». في عام 2009 نشر استشاريو ماكينزي «خيمياء النمو» الذي أنشأ ثلاثة آفاق للنمو: التحسينات الأساسية ومنصات النمو الجديدة والخيارات.
في فبراير 2011 قامت ماكينزي بإجراء مسح على 1300 من أرباب العمل في القطاع الخاص في الولايات المتحدة حول استجابتهم المتوقعة لقانون قانون الرعاية الصحية. قال 30 بالمائة من المستطلعين أنهم توقعوا أنه من المحتمل أو من المؤكد أن يتوقفوا عن تقديم تغطية صحية برعاية صاحب العمل بعد دخول قانون الرعاية الصحية حيز التنفيذ في عام 2014. هذه النتائج التي نشرت في يونيو 2011 في مجلة ماكينزي الفصلية أصبحت «أداة مفيدة لنقابة الرعاية الصحية وإزعاج عميق للمدافعين عن القانون» وفقًا لمقال في مجلة تايم. جادل أنصار إصلاح نظام الرعاية الصحية بأن الدراسة تجاوزت تقديرات مكتب الميزانية بالكونجرس وأصرت على أن ماكينزي تكشف عن منهجية المسح. بعد أسبوعين من نشر نتائج الاستطلاع أصدرت ماكينزي محتويات المسح بما في ذلك الاستبيان و 206 صفحات من بيانات المسح. في البيان المصاحب لها قال ماكينزي أنه كان من المفترض الاستحواذ على موقف أصحاب العمل في نقطة معينة من الزمن وليس القيام بالتنبؤ.
منذ عام 1990 نشرت ماكينزي تقييمًا: قياس وإدارة قيمة الشركات وهو كتاب عن التقييم. الكتاب متاح الآن في طبعته السادسة.

## مشاريع استشارية
وفقا لفيرم فقد كانت ماكينزي مؤثرة في وضع معايير الأعمال مثل العمل في المكاتب الضخمة. وفقا لملف عام 1993 في مجلة فورتشن: «في حين أن ماكينزي قد استشار للعديد من النجاحات الكبيرة في العصر الحالي ... فقد كان أيضا لاعبا اساسيا في العديد من الخاسرين الكبار». في الشركة قال المؤلف دوف ماكدونالد وساعدت ماكينزي في إعادة هيكلة البيت الأبيض وتوجيه الشركات من خلال إعادة التنظيم على نطاق واسع في أوروبا ما بعد الحرب العالمية الثانية وتسهيل التحول ولكن في حالات أخرى نصحت الشركات بتبني استراتيجيات أدت إلى انهيارها أو لم تتمكن من منع الإفلاس الوشيك. وقال أنه:
قدم جيمس أ. ماكينزي مؤسس شركة ماكينزي وشركائه مفهوم تخطيط الميزانية كإطار إداري في كتابه الخامس «مراقبة الميزانية» في عام 1922.:25 كان أول عميل للشركة هو أمين صندوق شركة أرمور وشركائه. الذين قاموا إلى جانب عملاء سابقين من ماكينزي بقراءة التحكم في الميزانية. في عام 1931 ابتكرت ماكينزي منهجية لتحليل شركة تدعى مخطط المسح العام الذي تم تأسيسه بناءً على الأفكار المقدمة في كتاب إدارة الأعمال لعام 1924. كان يعرف أيضا باسم مسح مصرفي لأن عملاء ماكينزي الذين استخدموه في الثلاثينيات كانوا في الغالب من البنوك. بعد أن أعطى قانون فاغنر حقوقًا معينة للموظفين كي ينظموا النقابات عام 1935 بدأ ماكينزي في استشارة الشركات حول علاقات الموظفين. في وقت لاحق من الخمسينات كان عمل مستشار ماكينزي بشأن التعويضات مؤثرا في «الرفع التنفيذي المتصاعد». كما ساعدت العديد من الشركات مثل هاينز وآي بي إم وهوفر على التوسع في أوروبا.
في الأربعينيات من القرن العشرين ساعدت ماكينزي العديد من الشركات في التحول إلى إنتاج الحرب في الحرب العالمية الثانية. كما ساعد في تنظيم ناسا إلى منظمة تعتمد بشكل كبير على المتعاقدين في عام 1958. أنشأت ماكينزي تقريرا في عام 1953 عن دوايت أيزنهاور الذي استخدم لتوجيه التعيينات الحكومية. في عام 1973 قادت شركة ماكينزي وشركائه مشروعًا لمجموعة من سلاسل محلات البقالة ممثلة في اللجنة المخصصة في السوبرماركت الأمريكية حول كود موحد لمنتجات البقالة لإنشاء الباركود. وفقا لكتاب «أساليب البحث في مجال الأعمال» أصبح الباركود شائعا بعد أن أقنعت دراسة قام بها ماكينزي شركة كروغرز بتبنيها.
في السبعينيات والثمانينيات من القرن الماضي ساعدت ماكينزي الشركات الأوروبية على تغيير هيكلها التنظيمي إلى نموذج م (نموذج متعدد الأشكال) الذي ينظم الشركة في أقسام شبه مستقلة تعمل حول منتج أو صناعة أو عميل بدلاً من وظيفة أو خبرة.:208 في عقد 1980 خفضت إيه تي آند تي الاستثمارات في الأبراج الخلوية بسبب تنبؤات ماكينزي بأنه لن يكون هناك سوى 900000 مشترك في الهاتف الخليوي بحلول عام 2000. ووفقا لفيرم كان هذا «باهظًا من العلامة» من 109 مليون مشترك خلوي بحلول عام 2000. في ذلك الوقت كانت الهواتف المحمولة ضخمة ومكلفة. ساعدت الشركة الحكومة الهولندية على تسهيل عملية التحول لشركة هوغوفنز أكبر شركة في العالم من الصلب في عام 2013 من خلال خطة إنقاذ إفلاس بقيمة مليار دولار. كما نفذت عملية تحول لمدينة غلاسكو التي كانت تعاني من مشاكل البطالة والجريمة. أنشأت ماكينزي الهيكل التنظيمي لبنك الأمم عندما كانت لا تزال شركة صغيرة تعرف باسم بنك كارولينا الشمالية الوطني. تم توظيف شركة ماكينزي من قبل جنرال موتورز للقيام بإعادة تنظيم واسعة النطاق لمساعدتها على التنافس مع صانعي السيارات اليابانيين. وقال الكتاب أن الشركة كانت «كارثة كاملة» لأن ماكينزي ركزت على هيكل الشركة في حين أن جنرال موتورز كانت بحاجة إلى التنافس مع شركات صناعة السيارات اليابانية من خلال تحسين عملية التصنيع. وقال أحد مستشاري ماكينزي أن جنرال موتورز لم تتبع نصائحهم.
قال مقال عام 2002 في بلومبيرغ بيزنس ويك أن سلسلة من الإفلاس من عملاء ماكينزي مثل سويسرا للطيران وكيه مارت وعبر العالم في التسعينيات أثارت تساؤلات حول ما إذا كانت ماكينزي مسؤولة أو كانت متخلفة في الحكم. أوصت شركة ماكينزي بأن تتجنب سويسرا للطيران تكاليف التشغيل المرتفعة في بلدها الأصلي من خلال تطوير الشراكات مع شركات الطيران الموجودة في مناطق أخرى. من أجل جذب الشركاء استحوذت سويسرا للطيران على أكثر من مليار دولار من أسهم شركات الطيران الأخرى والتي فشل الكثير منها. هذا أدى إلى خسائر فادحة لشركة سويسرا للطيران.
قبل فضيحة إنرون ساعدت ماكينزي على التحول من شركة لإنتاج النفط والغاز إلى تاجر سلع كهربائي الأمر الذي أدى إلى نمو كبير في الأرباح والعائدات. وفقا لذي إندبندنت لم يكن هناك «أي إشارة إلى أن ماكينزي كانت متواطئة في الفضيحة التالية [لكن] النقاد يقولون أن غطرسة قادة إنرون هي رمز لثقافة ماكينزي». لم تحقق الحكومة في ماكينزي الذي قال أنهم لم يقدموا المشورة بشأن محاسبة شركة إنرون ولكن البعض تساءل عما إذا كانت ماكينزي على علم بمشاكل إنرون المحاسبية أو تجاهل علامات التحذير.
الصحفي السابق لصحيفة فاينانشيال تايمز داف ماكدونالد قال أن السياسة السرية التي تتبعها شركة ماكينزي غالباً ما تمنع الجمهور من الاطلاع على عمل الشركة إلا بعد أن يتم الكشف عنها من خلال الدعاوى القضائية أو التحقيقات. تم إصدار 13,000 مستند من ماكينزي كجزء من دعوى قضائية ضد أولستايت والتي أظهرت أن ماكينزي أوصيت الشركة بتخفيض المبالغ المستحقة للمطالبين بالتأمين من خلال تقديم مستوطنات منخفضة وتأخير المعالجة لارتداء المدعين من خلال الاستنزاف ومحاربة العملاء الذين يحتجون في المحكمة. تضاعفت أرباح شركة أولستايت على مدى عشر سنوات بعد اعتماد إستراتيجية ماكينزي ولكنها أدت أيضًا إلى دعاوى قضائية تدعي أنها تخدع أصحاب المطالبات من مطالبات التأمين الشرعي.

## نشاط الشركة بالشرق الأوسط
للشركة فروع في 5 دول عربية هي: مصر - السعودية - الإمارات العربية - قطر - البحرين

## الوصلات الخارجية
- رسم خرائط التقارب